# Anders Børresen
Anders Børresen es un deportista danés que compitió en vela en la clase 470. Ganó una medalla de oro en el Campeonato Mundial de 470 de 1973 y una medalla de oro en el Campeonato Europeo de 470 de 1973.

## Palmarés internacional
| Campeonato Mundial | Campeonato Mundial             | Campeonato Mundial | Campeonato Mundial |
| Año                | Lugar                          | Medalla            | Clase              |
| ------------------ | ------------------------------ | ------------------ | ------------------ |
| 1973               | Kiel (RFA)                     | Medalla de oro     | 470                |
| Campeonato Europeo |                                |                    |                    |
| Año                | Lugar                          | Medalla            | Clase              |
| 1973               | Saint-Cast-le-Guildo (Francia) | Medalla de oro     | 470                |